# Ревізія (перепис населення)

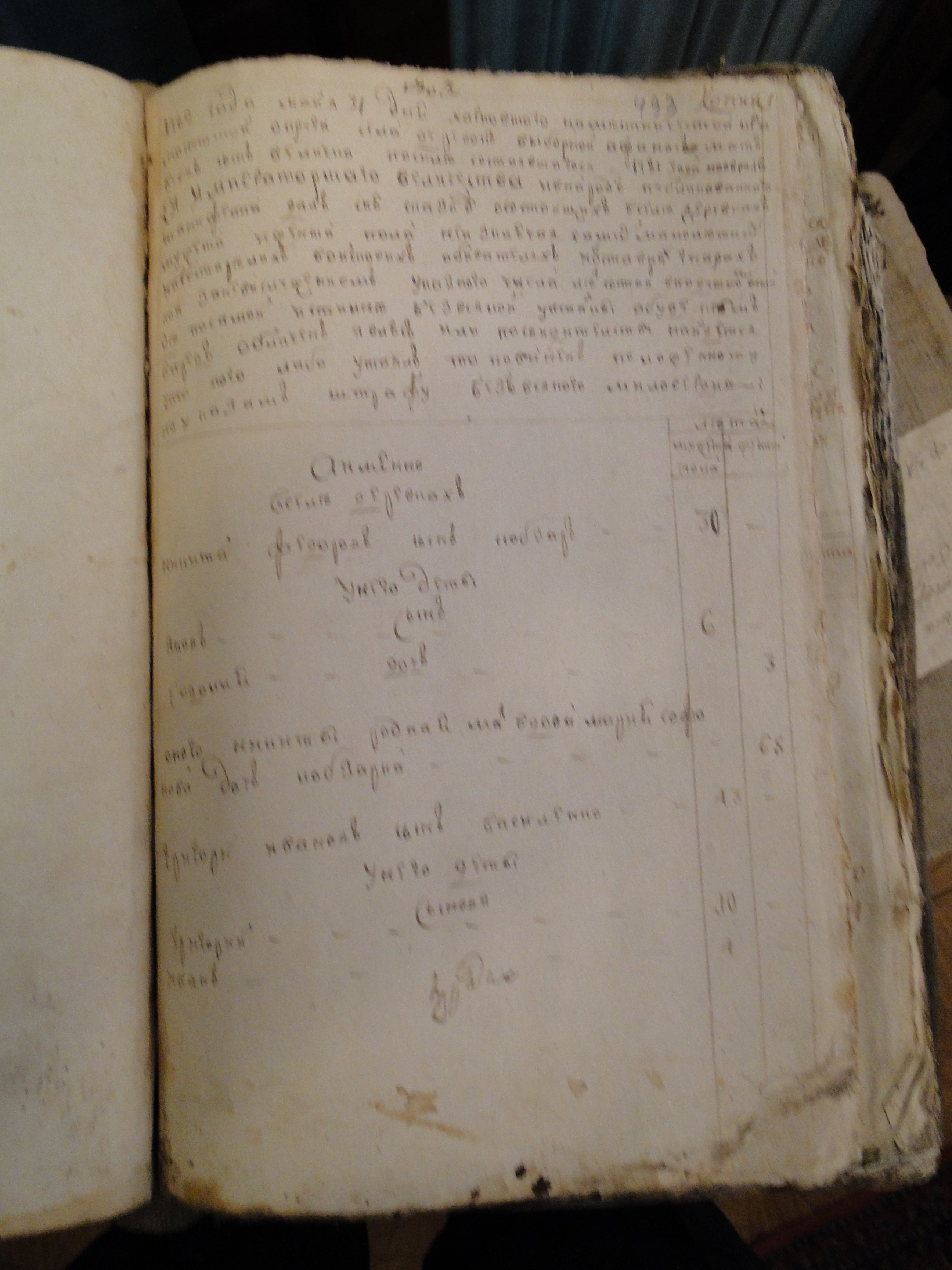
Сторінка з 4 ревізії (1782 р.). Село Деревки Охтирського повіту. Держархів харківської області.

Ревізії — переписи населення в Російській імперії, яке було зобов'язане платити подушний податок.
Ревізії почали впроваджувати на початку 18 ст., коли подвірне оподаткування змінилося подушним. Крім того, в ревізіях обліковувалась більшість населення, що не платила податків (духівництво, відставні солдати з їхніми родинами, шляхта й ін.), і жіноцтво (за винятком 1, 2 та 6 ревізій), отже, ревізії охоплювали близько 95 % населення.
Ревізії були проведені у 1719, 1742, 1762, 1782, 1795, 1811, 1816, 1835, 1850 та 1858 роках. В лівобережній Україні (крім Слобожанщини, де Р. провадилися й раніше) — з 1782, в правобережній Україні - з 1795. Кожна Ревізія тривала кілька років. Всі особи, в процесі Р. внесені до т. зв. «ревізьких казок» (вони відмічали стан, вік за попередньою і поточною P., народження, смерть, продаж, а у 18 ст. також національність), називалися «ревізькими душами». Р. — цінне джерело пізнання чисельності, розміщення та складу населення України.